# Слобода-Шаргородська
Слобода-Шаргородська — село в Україні, у Шаргородській міській громаді Жмеринського району Вінницької області. Населення становить 2581 особу. 

## Історія
12 червня 2020 року відповідно до Розпорядження Кабінету Міністрів України № 707-р «Про визначення адміністративних центрів та затвердження територій територіальних громад Вінницької області» увійшло до складу Шаргородської міської громади.
19 липня 2020 року, в результаті адміністративно-територіальної реформи та ліквідації Шаргородського району, село увійшло до складу Жмеринського району Вінницької області.

## Географія
У селі річка Ковбасна впадає у Мурашку, праву притоку Мурафи.

## Відомі люди

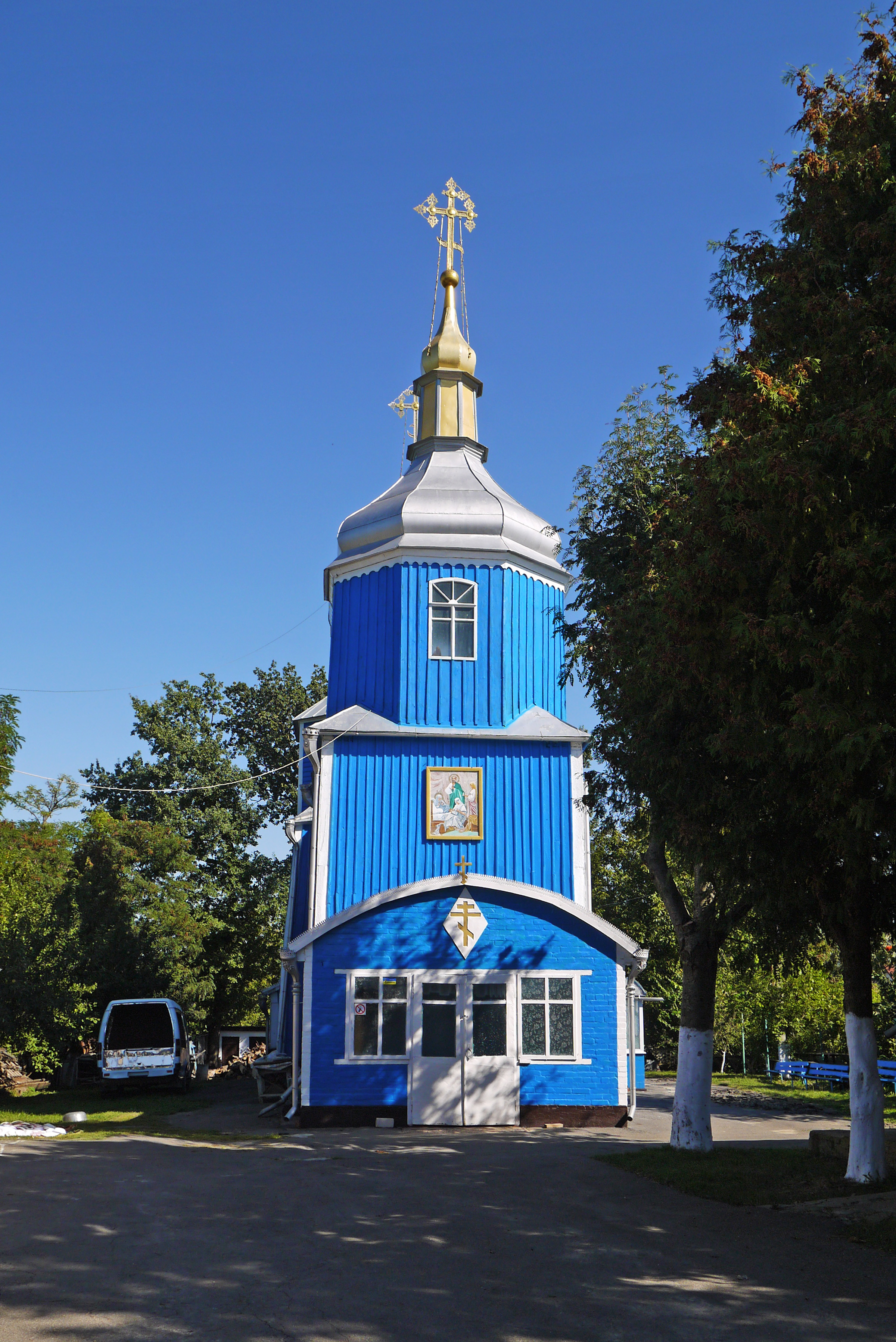
Церква

- Андрійчук Василь Гаврилович (1938—2021) — український економіст, доктор економічних наук, професор, академік НАН України.
- Кушнір Вячеслав Олексійович (1994—2022) — молодший сержант окремого загону спеціального призначення НГУ «Азов» Національної гвардії України, учасник російсько-української війни, що загинув у ході російського вторгнення в Україну в 2022 році.
- Кушнір Євгеній Олексійович (1998-2025) — солдат окремого загону спеціального призначення НГУ «Азов» Національної гвардії України, учасник російсько-української війни, що загинув у ході російського вторгнення в Україну.
- Перебийніс Петро Мойсейович (1937) — український поет, журналіст, громадський діяч.
- Стаднійчук Роман Васильович (1980) — український політик. Народний депутат України.
- Хитрик Євгенія Арсентіївна (1925—1992) — Заслужена вчителька України, викладач Шаргородського сільськогосподарського технікуму, вчителька історії Шаргородської середньої школи № 1, активіст комуністичних організацій Шаргорода.